# 苯基甲基二氯硅烷
苯基甲基二氯硅烷是一种有机硅化合物，化学式为C7H8Cl2Si，被美国环境保护局（EPA）列入极度危险物质列表。它可由甲基苯基硅烷和三氯异氰尿酸在二氯甲烷中反应制得。它和卤代芳烃在氢氧化钾存在下、钯碳催化下发生偶联反应，可以得到相应的芳基苯。